# اچ‌ام‌اس ساتیر (پی۲۱۴)
اچ‌ام‌اس ساتیر (پی۲۱۴) (به انگلیسی: HMS Satyr (P214)) یک زیردریایی بود که طول آن ۲۱۷ فوت (۶۶ متر) بود. این زیردریایی در سال ۱۹۴۲ ساخته شد.